# Erich Hunold
Erich Hunold (11. September 1869 in Erfurt – 4. Dezember 1923 in Braunschweig) war ein deutscher Opernsänger (Bariton).

## Leben
Hunold, Sohn eines Postsekretärs, wurde nach Absolvierung des Realgymnasiums zu Weimar zum theologischen Studium bestimmt. Da er jedoch von verschiedenen Kunstverständigen auf seine schöne Stimme aufmerksam gemacht worden war, entschloss er sich, Bühnensänger zu werden.
Er nahm Unterricht bei Hans Feodor von Milde und Professor Carl Müller-Hartung. Sein erstes Engagement fand er in Teplitz, kam dann ans Landestheater in Linz, von dort ans Stadttheater in Halle und trat 1895 in den Verband des Deutschen Landestheaters in Prag, wo er bis mindestens 1905 verblieb.
In Prag wirkte er am 3. Januar 1901 in der Hauptrolle „Mathis“ in der Uraufführung der Oper Der polnische Jude von Karel Weis und am 15. November 1903 in der Uraufführung der Oper Tiefland von Eugen d’Albert als „Sebastiano“, neben Irene Alföldy und Desider Aranyi, mit.
Später war er am Hoftheater von Braunschweig engagiert.

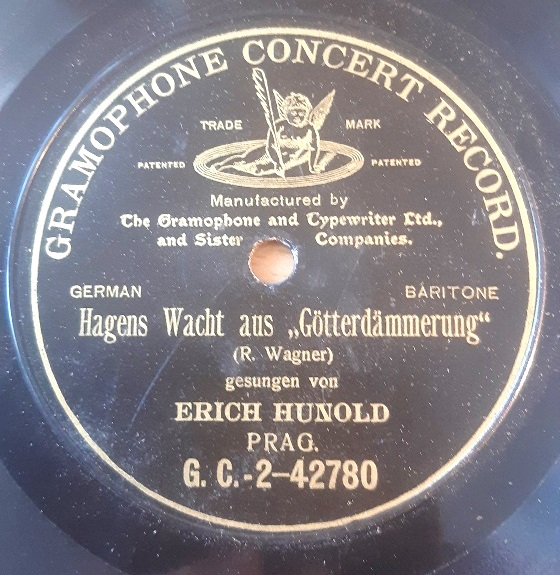
Schallplatte von Erich Hunold (Prag 1903)

Erich Hunold hinterließ einige wenige Schallplatten für G&T (Prag 1903).